# 杨永清

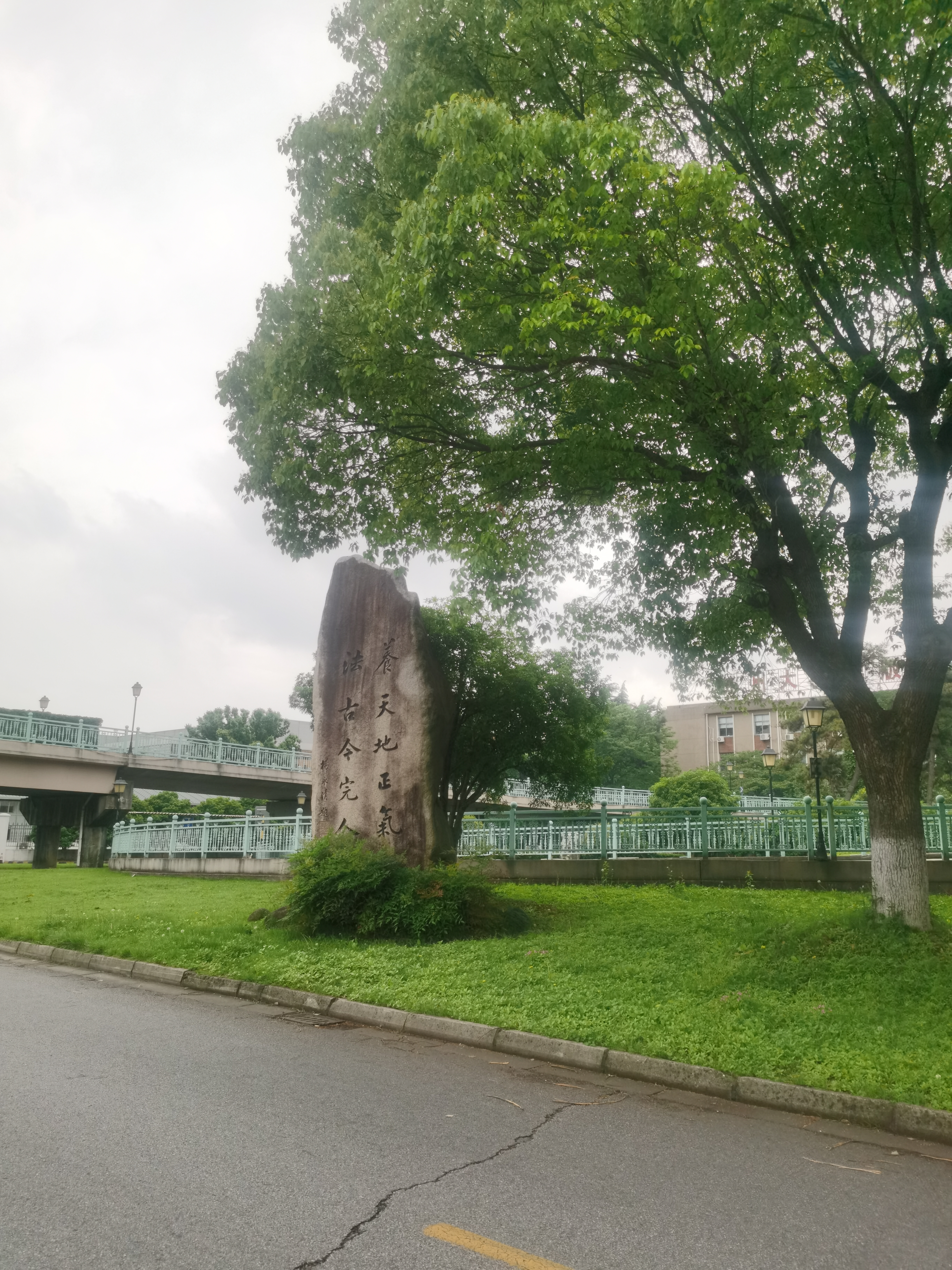
苏州大学天赐庄校区内的校训石，由杨永清题写

杨永清，（1891年—1956年3月），中国教育家、外交家，为东吴大学首任中國籍校长。字惠庆，浙江省镇海县（宁波）人，生于江苏省无锡市。

## 家庭
杨永清父亲杨维翰，为医生，曾就读于苏州博习医院，学习西医。毕业后，在苏州博习医院短期工作，后在无锡等地行医看病。杨维翰信奉基督教，并为一名传教士。
杨永清在子女中排行最大，并有弟妹五人。妹杨锡珍，为教育工作者，曾担任上海中西女校的校长，并曾创办锡珍女子中学。

## 生平简介
1902年，杨永清入读东吴大学。1909年，于东吴大学毕业，获得文学学士学位。东吴大学毕业后，杨永清先后曾任教于清心中学和东吴大学附属中学。后杨永清考入清华大学。1914年，杨永清获得清华大学选派资格，赴美国留学，入读美国威斯康星大学，并曾任职于华盛顿大学。1918年，杨永清获得美国威斯康星大学法学学士学位。1919年，杨永清获得美国威斯康星大学文学硕士学位。
杨永清在美国留学期间，曾担任《中国学生月刊》的主编。1917年，杨永清出任美国中国学生会会长。1919年－1922年，杨永清就职于英国的中国驻英公使馆，担任随员秘书。杨永清同时兼任有国际联盟第一届大会中国代表团秘书和华盛顿太平洋裁军会议中国代表团的秘书。1922年－1927年，杨永清曾就职于北京外交部，担任秘书和条约司等职务。在此期间，杨永清负责起草取消不平等条约的照会，是时任外交部长顾维钧的得力助手。
1922年，杨永清被举荐为东吴大学的副校长，但未能成行。1927年，杨永清出任东吴大学校长，是为东吴大学校史上第一任中國籍校长。
1930年，美国佛罗里达南方大学授予杨永清荣誉法学博士学位。1935年起，应美国夏威夷大学，埃默里大学，杜克大学，鲍登大学的大学邀请，杨校长出任上述美国大学的客座教授，主讲中国文化。
抗日战争期间，杨永清主持东吴大学的内迁工作。
1945年－1946年，杨永清曾先后就职于美国旧金山联合国国际秘书处和英国伦敦联合国国际秘书处。在美国工作期间，巴德温大学授予杨永清荣誉人文学博士学位，一同被授予荣誉博士学位的还有时英国首相丘吉尔。
1956年3月，杨永清因病辞世，享年六十五岁。

## 著作
- 《学道爱人》（英文），美国出版